# Аксёнов, Николай Павлович
Никола́й Па́влович Аксёнов (1880—1948) — советский учёный, создатель теории механизации литейных процессов.

## Биография
Родился в мае 1880 года и провел детство в загородной усадьбе семьи Аксёновых на границе Московской и Владимирской губ. У Аксёновых бывали историк Ключевский, художник Левитан, близкий друг семьи Савва Морозов.
С 1890 по 1897 год учился в Муромском реальном училище, а позднее с 1897 по 1902 год — в Императорском высшем техническом училище, получив квалификацию инженера-механика. После его окончания работал на многих заводах и мануфактурах России и Швейцарии механиком, директором, управляющим.
С 1920 года на научно-преподавательской работе в МВТУ, с 1930 года — профессор.
В 1924—1930 гг. — технический директор кафедры «Литейное дело» Оргметалла, в 1930—1933 гг. — зав. кафедрой во Всесоюзной промышленной академии, в 1938—1948 гг. — заведующий кафедрой литейных процессов в Московском институте стали.
В 1930 году получил звание профессора, а в 1938 году — учёную степень доктора технических наук.
Участвовал в проектировании металлургических заводов, построенных в 1930-е гг. Создатель теории механизации литейных процессов.
Автор (вместе с сыном П. Н. Аксёновым) двухтомного учебника «Оборудование литейных цехов», выдержавшего 5 изданий.
Похоронен на Введенском кладбище (23 уч.).

## Награды
- Заслуженный деятель науки и техники РСФСР.
- Сталинская премия 1952 года (посмертно).